# Frente Argentino de Liberación
El Frente Argentino de Liberación (FAL), también conocido como Fuerzas Armadas de Liberación,  así como Fuerzas Argentinas de Liberación  fue una organización guerrillera la cual tiene sus orígenes en 1968 (Pereyra,2014,pág 195)  en Argentina de ideología marxista-leninista.  La historiadora Stella Grenat (2010) considera que la FAL no fue una organización unitaria sino que fue un frente que reunió a varios grupos que actuaron entre 1969 y fines de 1971. Juan Carlos Cibelli, uno de sus fundadores sin embargo ha declarado que su grupo tenía formada una célula en el temprano año de 1963 (Grenat,2010,pag 88).  Las FAL  se proponían difundir el comunismo y el socialismo fundamentalmente entre los obreros, los estudiantes y los pobladores de las villas de emergencia.

## Origen y evolución
La principal característica de las FAL será su conformación de columnas autónomas bajo una serie de presupuestos básicos: lucha armada como método de intervención, antiimperialismo y enfrentamiento a la dictadura, dejando para otras coyunturas diversas definiciones políticas e ideológicas. Sus orígenes se remontan a fines de la década de 1950 como organización de cuadros, tras desprenderse del “Grupo Praxis” de Silvio Frondizi, y hacia mediados de la década siguiente comenzará a operar como frente. En tanto frente de columnas armadas, reunirá bajo la misma sigla a grupos de tendencia guevarista como a otros de mayor apertura al peronismo radicalizado. Algunas de sus columnas, como la Brigada Masetti, se autodisolverá en los primeros años de los setenta; otras se incorporarán al PRT-ERP, como la Columna Che Guevara y a la OCPO, como las FAL América en Armas.
Según Gambini integraron el FAL seis agrupaciones: los disconformes con la Federación Juvenil Comunista encabezados por Hernán Jorge Enríquez; la Juventud Revolucionaria Peronista, del MRP (Movimiento Revolucionario Peronista) conducida por Gustavo Rearte; el Partido Revolucionario de los Trabajadores, sector El Combatiente; los Socialistas Revolucionarios que pasaron al Partido Obrero Revolucionario Trotskista (PORT); la Vanguardia Comunista (VC) de tendencia maoísta y el Partido Comunista Revolucionario (PCR), también influenciado por los pensamientos de Mao.

## Primeras acciones de la organización
En abril de 1962, cuando el grupo tenía entre 30 y 32 militantes, incluidas 8 o 9 mujeres realizó un robo en el Instituto Geográfico Militar ubicado en la calle Cabildo de Buenos Aires, tras un año de planeamiento,  en lo que fue el primer operativo de guerrilla urbana en la Argentina. Por medio de dos militantes que cumplían el servicio militar obligatorio en la unidad hicieron un molde de cera de la llave de la Sala de Armas de la Institución, con el cual luego confeccionaron un duplicado que les permitió el ingreso a la misma sin ser advertidos. Se llevaron 42 pistolas 11,25 y 7 ametralladoras entre PAM y Halcón y no hicieron reconocimiento alguno de autoría por lo que las autoridades lo consideraron realizado por delincuentes comunes.
Luego de ese golpe, el grupo asaltó un Registro Civil para llevarse documentos de identidad en blanco con los que luego falsificaron una identidad apócrifa. Valiéndose de militantes empleados bancarios desviaban chequeras de clientes a una dirección propia y uno de ellos cobraba cheques cuya firma imitaban, utilizando esa falsa identidad. Obtuvieron así dinero suficiente para comprar entre 11 y 13 terrenos en el Gran Buenos Aires.
El 5 de abril de 1969 un grupo que sorprendió a la policía por la eficacia con la que actuaron, tomó el Regimiento n.º 1 de Campo de Mayo y robó armas que fueron sacadas en un camión que fue luego abandonado. En mayo de 1969 la Policía siguió la pista de unos neumáticos que habían sido adquiridos para el camión que transportó lo robado e identifica al comprador, Alejandro Baldú, y a los agentes de propaganda médica Alberto Arruda (27), Sergio Pablo Bjelis (27) y Carlos Malter Terrada (24), el abogado Hernán Henríquez y al empleado bancario Juan Carlos Cibelli, si bien solamente logra detener a este último, que permanecerá en prisión hasta 1973. No detectan el nombre de la organización ni ésta sale a la luz.
La organización estaba preparando un asalto a un tren pagador haciéndose pasar por personal de la Fuerza Aérea para lo cual Baldú junto a otro militante, Carlos Della Nave, debían pintar con los colores usados por esa arma dos vehículos. En eso estaban en un galpón alquilado en las afueras de la ciudad de Luján cuando, entre el 16 y el 19 de marzo de 1970, la policía buscando delincuentes comunes ingresó al lugar, encontró armas, uniformes militares y camiones similares a los usados por la Fuerza Aérea y detuvo a Carlos Della Nave; según el FAL también lo hizo con Alejandro Baldú, hecho negado por el gobierno.

## El secuestro del cónsul paraguayo
Los compañeros, que supieron casi de inmediato la detención, comenzaron a investigar diplomáticos a los cuales secuestrar para forzar que se legalizara su situación de Baldú y Della Nave, ya que suponían que estaban siendo torturados. Primero lo intentaron con el embajador de Alemania Federal en la Argentina, pero mientras lo vigilaban advirtieron que los custodios sospechaban. Entonces probaron con el cónsul inglés de La Plata, al que también se empezó a vigilar y fue allí que uno de los cuadros sugirió como objetivo al cónsul paraguayo en la ciudad de Ituzaingó (Corrientes) localidad de Argentina cercana a la frontera con Paraguay que se disponía a viajar a la Capital Federal con el fin de vender allí su Mercedes Benz mediante un aviso en el diario. En realidad era una víctima de muy baja categoría para presionar, máxime en comparación con otros secuestrados en esa misma época en otros países por organizaciones armadas de izquierda, como el embajador de Estados Unidos en Brasil, Charles Elbrik; el empresario ítalouruguayo Gaetano Pellegrini Giampietro, o el obispo de Guatemala, Mario Casariego, lo que suponía menos dificultades y quedaba en parte compensado porque estaba próxima la visita del presidente Alfredo Stroessner a la Argentina. El 24 de marzo de 1970 dos militantes fingiéndose interesados en adquirir el vehículo convencieron al cónsul que les mostrara personalmente el auto junto a su chofer y al llegar a los bosques de Palermo, los amedrentaron con armas, abandonaron al chofer con el auto y se llevaron al cónsul.
El documento que se hizo llegar a los periódicos fue firmado como Frente Argentino de Liberación-Grupo Operativo Táctico Emilio Jáuregui, con fecha 24 de marzo de 1970, y fue el primer mensaje a la opinión pública de una organización guerrillera en la Argentina en la década del 70 decía así:

"El Comando Nacional del Frente Argentino de Liberación denuncia: 1) que hace seis días, dos de sus militantes antiimperialistas fueron detenidos por las fuerzas represivas del régimen de Onganía y sometidos desde entonces a las más bárbaras torturas, que han puesto en riesgo sus vidas. Estos compañeros son Carlos Della Nave y Alejandro Rodolfo Baldú, el último de los cuales es negado con la evidente intención de ser impunemente asesinado. 2) Ante el fracaso de las acciones legales emprendidas para liberarlos de la tortura y preservar sus vidas, el comando nacional del FAL comunica que a las 14.30 de la fecha, el Grupo Operativo Táctico de sus fuerzas patrióticas de liberación ha tomado como rehén al cónsul paraguayo Waldemar Sánchez, reconocido agente de la CIA y representante de la sangrienta dictadura de Stroessner, fiel sirviente del imperialismo yanqui, que desde tantos años explota y humilla a nuestro pueblo hermano. 3) El Comando Nacional del FAL exige: a) La aparición de nuestros compañeros antes de las 22 del día de la fecha, ante los periodistas de prensa y televisión, quienes deberán certificar su estado físico y darlo a conocer públicamente. b) La publicación textual del siguiente comunicado. 4) Asimismo, el FAL informa a los gendarmes de la dictadura que la seguridad de nuestro rehén depende exclusivamente de la paralización inmediata de todo intento de búsqueda y rescate y que el destino futuro de cualquier negociación de su libertad está determinado por el estricto cumplimiento del punto anterior. 5) El FAL aclara a su pueblo que ejerce la violencia revolucionaria contra la violencia de las fuerzas represivas, y que una medida de esta naturaleza es la única respuesta posible ante esta reiteración de brutalidad por parte de la dictadura. Este comando nacional aclara también que esta medida no está dirigida a lesionar la dignidad del estoico pueblo paraguayo, al que consideramos víctima de la misma opresión que la que soporta el pueblo argentino, como lo demostrará el próximo abrazo entre sus dos verdugos: Stroessner y Onganía."

El suceso tuvo gran repercusión en la prensa; por su parte Stroessner llegó como estaba previsto a la Argentina, almorzó con Onganía en la residencia presidencial de Olivos y luego se reunió a solas con el presidente argentino. La posición de Paraguay, expresada por boca del canciller Raúl Sapena Pastor, fue que su gobierno “dejaba el problema en manos argentinas” en tanto su homónimo argentino Juan Bautista Martín dijo que el gobierno paraguayo “no iba a interferir” y que no había iniciado gestión alguna. En realidad, la suerte de Waldemar Sánchez no inquietaba demasiado a los presidentes y fue así que Stroessner partió para la residencia El Messidor, en Villa La Angostura, en su previsto plan vacacional sin mencionar el tema en público.
La Policía Federal intentó sin éxito difundir en los medios la versión extraoficial de que Baldú podía haber sido muerto y enterrado por sus propios compañeros y un autodenominado Comando de Represión hizo explotar una bomba en el edificio donde supuestamente vivía Jacobo Tieffenberg, presidente de la FUA y militante del PCR matando una mucama e hiriendo de gravedad a otra en represalia -según dijo en un comunicado- por el secuestro. En realidad Tieffenberg no vivía allí desde hacía varios años. A la noche el gobierno comunicó su rechazo a las exigencias, afirmando que Baldú estaba prófugo de la justicia y Della Nave se encontraba “procesado por delitos comunes ante el Juzgado Federal de San Martín”. El cálculo era: condenar a un diplomático de bajo rango que les importaba muy poco y demonizar a sus captores (y junto con ellos a la “subversión” en general).
En la madrugada del 26 de marzo el juez Luque, interviniente en la causa por el allanamiento al galpón de Luján tomó declaración indagatoria a Carlos Della Nave y permitió que fuera visto por los periodistas, que advirtieron lo que consideraron signos de tortura. El 27 de marzo el FAL dio otro comunicado, firmado como Frente Argentino de Liberación Nacional, en el cual por primera vez explicitaban sus objetivos. Luego de reiterar su versión de lo ocurrido a Baldú y Della Nave afirmaron:

”Nuestro objetivo está puesto en el hombre, en la liberación del hombre, aunque en este duro camino queden vidas de hombres, pero siempre hemos tratado por todos los medios, aún a costa de nuestra seguridad, de evitar producir bajas innecesarias. Nunca hemos tenido que ultimar a hombre alguno. En la acción del Regimiento 7 de Infantería, optamos por evacuar prematuramente el terreno antes que abatir a un soldado conscripto que se dirigía a dar la alarma. En la acción de la toma de una comisaría en Tucumán, preferimos desarmar a golpes a varios policías antes que ultimarlos en el acto. En la acción durante la cual se copó un vivac en Campo de Mayo, permanecimos cincuenta minutos y nos retiramos sin provocar ningún daño físico a ninguno de los setenta soldados y suboficiales de la unidad.

”Pero ahora ha sido ultimado, no en el combate, no en la acción, sino fríamente, premeditadamente, uno de nuestros compañeros más queridos. Esto cambia nuestra posición y nos obliga a adecuarla a esta realidad. Combatimos en nombre de la vida, de la dignidad humana, del hombre. Combatimos en nombre de la libertad y de la justicia. Para ello debimos enfrentar a una dictadura, a un régimen que, en nombre de la explotación, apaña a asesinos y condecora a ladrones. Quede claro ante nuestro pueblo que el terror, el crimen y la tortura no son responsabilidad de unos pocos matones, sino de todo un régimen que necesita de terroristas, de criminales y de torturadores para perpetrar su opresión. Estamos totalmente convencidos de que el enfrentamiento no es entre el gobierno y el Frente Argentino de Liberación Nacional, que la represión no sólo es descargada sobre miembros del FAL, como lo atestiguan las masacres del gobierno hacia el pueblo cordobés para enfrentar la rebelión obrero-estudiantil. Los asesinatos de Bello, Cabral, Pampillón, Hilda Guerrero de Molina, Felipe Vallese, Emilio Jáuregui tampoco deben quedar impunes. Pero en realidad sólo se hará justicia cuando, definitivamente, el pueblo en armas, constituido en ejército revolucionario desde el campo y la ciudad, destruya golpe a golpe el aparato que sostiene el poder de la oligarquía y el imperialismo y comience a transitar por el camino de la liberación nacional y social. Que este día no está lejos nos lo dicen las luchas crecientes que desarrollan también los hermanos pueblos latinoamericanos y sus vanguardias. Nos lo dice también la dictadura que, atemorizada, amenaza al pueblo con reprimirlo en un desesperado intento de impedir el triunfo de los ideales revolucionarios. Comprendemos su desesperación; ellos saben que van a contramano de la historia. Frente Argentino de Liberación Nacional (FAL), 27 de marzo de 1970.”

Al día siguiente de madrugada liberaron al cónsul -que luego reconoció públicamente el buen trato recibido- con dinero suficiente para volver a su hotel. El episodio inspiró la novela de Graham Greene, El Cónsul Honorario, ambientada en una ciudad ficticia del noreste argentino, en la que una fuerza insurgente paraguaya para exigir la liberación de presos políticos del régimen de Stroessner secuestra a un diplomático de poca monta.
La revista Análisis en una nota sin firma hizo este balance: “El FAL consiguió algunos puntos victoriosos: una espectacular movilización policial había resultado infructuosa [para detenerlos o rescatar al cónsul], la organización guerrillera había ganado notoriedad internacional, y la aureola de humanitarismo les pertenecía” y el gobierno había “mantenido la imagen de autoridad al no aceptar el chantaje político”. Dentro del FAL, según uno de sus militantes, consideraron que los fascinó la repercusión en los medios y les pareció que el secuestro había tenido una fuerza mucho mayor que ninguna otra acción, y que ese era el atajo correcto para seguir la lucha, una forma de operar sobre la realidad más rápida y efectiva que cualquier trabajo político de masas. Sin embargo, apenas dos meses después, el 29 de mayo de 1970, fue eclipsado por el secuestro y posterior asesinato de Pedro Eugenio Aramburu y nadie volvió a acordarse en las siguientes cuatro décadas del cónsul. Della Nave desapareció algunos años después y en cuanto a Baldú ninguna fuerza u organismo del Estado reconoció haberlo detenido, por lo que puede considerárselo como un detenido-desaparecido de la “guerrilla” o de la lucha armada, “pero todavía se trataba, por decirlo así, de “accidentes” de la represión, y no de una metodología planificada de exterminio; de hechos que incluso les causaban molestias a los represores, porque debían borrar todas las huellas del crimen sin contar con la logística eficiente que se implementaría seis años más tarde”.
Otras acciones del mismo año fueron el asalto del Banco Provincial de Córdoba, del departamento Unión, realizado el 18 de junio, el robo en Córdoba el 8 de agosto de un camión de aves cuya carga distribuyen en un barrio humilde; el asalto al tren El Rosarino realizado el 25 de septiembre donde roban dinero y armas de la custodia; el asalto el 6 de octubre de la Clínica Mayo de la ciudad de La Plata donde roban instrumental quirúrgico; el septiembre de 1973 miembros de la Brigada Salvador Allende, la residencia de la Embajada de EE. UU., mediante seis proyectiles sincronizados eléctricamente y apuntados a lugares no habitados del edificio. el secuestro de un avión realizado el 15 de octubre para arrojar volantes sobre la ciudad de Rosario; el ataque el 29 de octubre a tres policías que custodiaban la embajada de los Estados Unidos en Buenos Aires, robándoles su armamento y uniformes y el asesinato del subcomisario Osvaldo Sandoval, segundo jefe de Asuntos Políticos de la Policía Federal realizado el 14 de noviembre.

## Otras actividades
El grupo se mantuvo vigente a pesar de varias escisiones sufridas como: el FAL «22 de Agosto»; FAL «Che Guevara»; FAL «América en Armas»; la Brigada Masseti (responsable de una «expropiación» al supermercado Llaneza en Buenos Aires); y la FAL «Columna Inti-Peredo» (este último clamó responsabilidad por el Copamiento del Registro Nacional Automotor de San Justo en Buenos Aires). A la larga estas facciones se disolvieron, reagrupándose a la FAL original u a otras guerrillas.
Algunas escisiones llamaron a la población a votar en las elecciones de marzo de 1973, donde expresaron su apoyo al Frente Justicialista de Liberación.